# Рикер (фильм)
«Рикер» (англ. Reeker; также известен под названием «Вонючка») — американский слэшер 2005 года режиссёра Дэйва Пэйна. Премьера фильма состоялась 13 марта 2005 года. В 2008 году вышло продолжение фильма под названием «Рикер 2».

## Сюжет
Группа молодых людей отправляется развеяться и отдохнуть в безлюдное место. Но, недоехав до пункта назначения, автомобиль ломается, оказывается перерезанным бензопровод. Тогда компания перебирается в неподалёку стоящий мотель. Однако никаких людей поблизости не оказывается, причём следы пребывания последних всё же имеются. На территории мотеля отказываются работать мобильные телефоны и радио, но изредка из него доносятся сообщения о происшествиях, о закрытии шоссе и т. д. С приближением ночи герои начинают чувствовать чьё-то присутствие, им видится чья-то промелькнувшая тень, непременно оставляющая за собой тошнотворный запах. Вскоре возле мотеля начинают происходить странные события: из мусорного бака вылезает безногий человек и уползает в пустыню, появляется мужчина на трейлере, который ищет в окрестностях свою потерявшуюся жену, на телефон-автомат периодически поступают непонятные звонки. Затем та самая тень начинает убивать героев вращающейся пилой. Одного парня зарезает на крыше мотеля, предварительно позвонив ему на телефон с неопределённого номера. Девушку, решившую выйти на улицу, распиливают на две части. И самый ужасающий момент: другой парень сидел в своей комнате и слушал музыку. Наконец ему захотелось переключить станцию. На следующих частотах слышится похоронный марш, тогда герой продолжает переключать, но с каждым нажатием радио работает всё громче. Затем появляется тошнотворный запах, и под кровать забирается вышеуказанная тень. Герой, испугавшись пилы чудовища выпрыгивает из окна, но один осколок стекла вдается ему в шею. В результате в живых остаются только двое: женщина и ослепший мужчина. Они решают уехать на фургоне, который оставил дальнобойщик возле мотеля. Добравшись до него, забираются с пистолетом на крышу фургона. Они решают, что женщина ведёт машину, а мужчина остаётся на крыше с пистолетом, но тот по случайности падает на землю, и, почти уже вновь забравшись на крышу, чувствует отвратительный запах. Тень возвращается и вцепляется ему в ноги. Женщина помогает ему подняться, но неожиданно чудовище сверлом просверливает слепому затылок и исчезает. Мужчина таинственным образом остаётся жив и даже прозревает. Но уехать не получается: двигатель не заводится. Приходится бежать в стоящий неподалёку джип. Машина заводится, но внезапно на капоте появляется тень. Тогда, разогнавшись, машина врезается в фургон. Когда всё утихает, герои выезжают на трассу. Начинается рассвет. На одном участке пути их вновь настигает это чудовище. Забравшись на крышу, оно сверлит дыру в потолке над героиней. Ослабевший мужчина повторяет слова Аристотеля: «Если хочешь жить — не бойся умереть». Тогда женщина решает свернуть в сторону. Джип переворачивается. Очнувшись, женщина видит полицию и службу спасения. Рядом на носилках лежат тела тех людей, которые были с ней в мотеле. И все они с теми же повреждениями. Она начинает вспоминать про сообщения о происшествиях и понимает, что всё это было про них. Но непонятным остаётся лишь то, как рядом очутился фургон дальнобойщика и тела друзей, которые остались в мотеле. Неизвестный парень рассказывает офицеру полиции, что некоторое время назад этот джип остановился на обочине. Сзади ехал фургон (с дальнобойщиком, искавшим свою жену), который впоследствии съехал с дороги, врезавшись в джип. Оставшимся в живых героям становится понятно, что мотель — было общее видение о предстоящих последствиях аварии, а чудовище — сама смерть или судьба. Через несколько месяцев мужчина с женщиной гуляют по парку уже здоровые, но они не могут вспомнить про мотель.

## В ролях
| Актёр            | Роль    |
| ---------------- | ------- |
| Скотт Уайт       | Трип    |
| Девон Гаммерсолл | Джек    |
| Дерек Ричардсон  | Нельсон |
| Майкл Айронсайд  | Генри   |
| Ариэль Кеббел    | Куки    |
| Тина Иллман      | Гретхен |

## Техническая информация
- Формат изображения: 1.85 : 1
- Камера: Arriflex Cameras
- Формат копии: 35 mm
- Формат съёмок: 35 mm